# Józef Gosławski (architetto)
Józef Gosławski (in russo Иосиф Викентьевич Гославский?, Iosif Vikent'evič Goslavskij) (Varsavia, 1865 – Baku, 30 gennaio 1904) è stato un architetto polacco. Prevalentemente attivo a Baku.

## Biografia

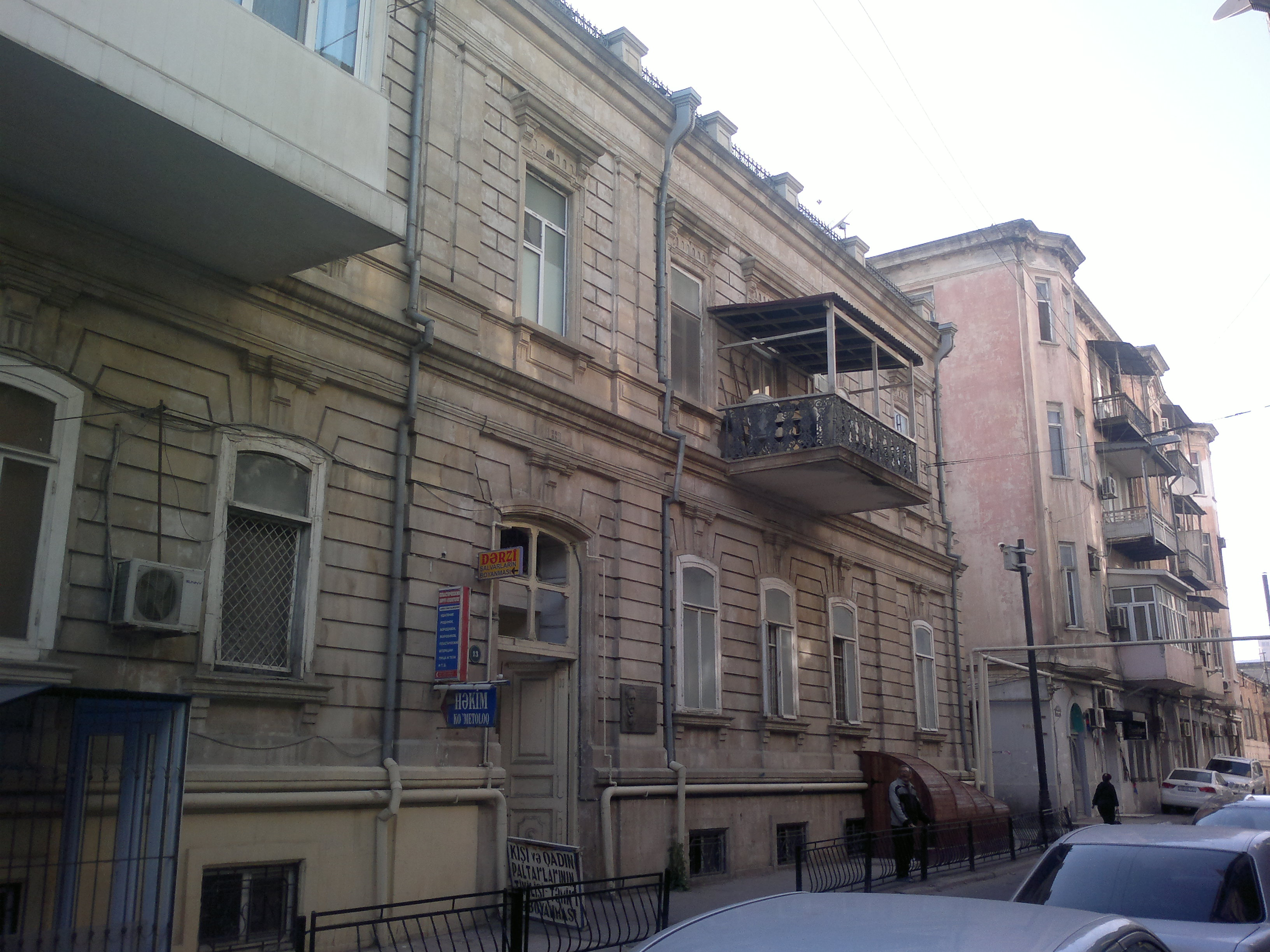
Casa in cui visse Józef Gosławski a Baku

Józef Gosławski nacque a Varsavia, nel Regno del Congresso, da una nobile famiglia polacca. Nel 1891, si laureò all'Istituto di ingegneria civile di San Pietroburgo e un anno dopo divenne architetto capo della città di Baku. Il suo primo incarico fu quello di assistere l'architetto locale Robert Marfeld nel disegno e nella supervisione della chiesa più grande del Caucaso, la Cattedrale Alexander Nevsky di Baku.
La costruzione della grandiosa cattedrale fu completata nel 1898 grazie all'aiuto delle comunità ortodossa orientale, ebraica e islamica che contribuirono economicamente in aggiunta ai fondi governativi. Altre costruzioni di Gosławski furono la residenza di Tağıyev (oggi diventato il Museo nazionale di storia dell'Azerbaigian), la Scuola russa Imperatrice Alessandra per ragazze musulmane (oggi diventato l'Istituto dei Manoscritti dell'Accademia Nazionale delle scienze dell'Azerbaigian), un discreto numero di edifici industriali e case. L'ultima creazione di Gosławski fu la Duma della città (oggi Municipio di Baku) di cui l'architetto disegnò sia gli esterni che gli interni. La costruzione dell'edificio, che ancora oggi resta una delle attrazioni di Baku, costò 400.000 rubli d'oro. Nonostante ciò, Gosławski non vide mai la fine di questa costruzione perché il polacco morì per tubercolosi all'età di 38 anni, alcuni mesi prima dell'apertura del palazzo. Gli sopravvissero la moglie e tre figli.
Il 30 agosto 2006, il presidente azero Ilham Aliyev firmò una legge che statuiva una placca commemorativa sulla casa di Gosławski alla strada 31 Mirza Ibrahimov. L'11 giugno 2008, la first lady polacca Maria Kaczyńska svelò la placca commemorativa a Baku.

## Galleria d'immagini

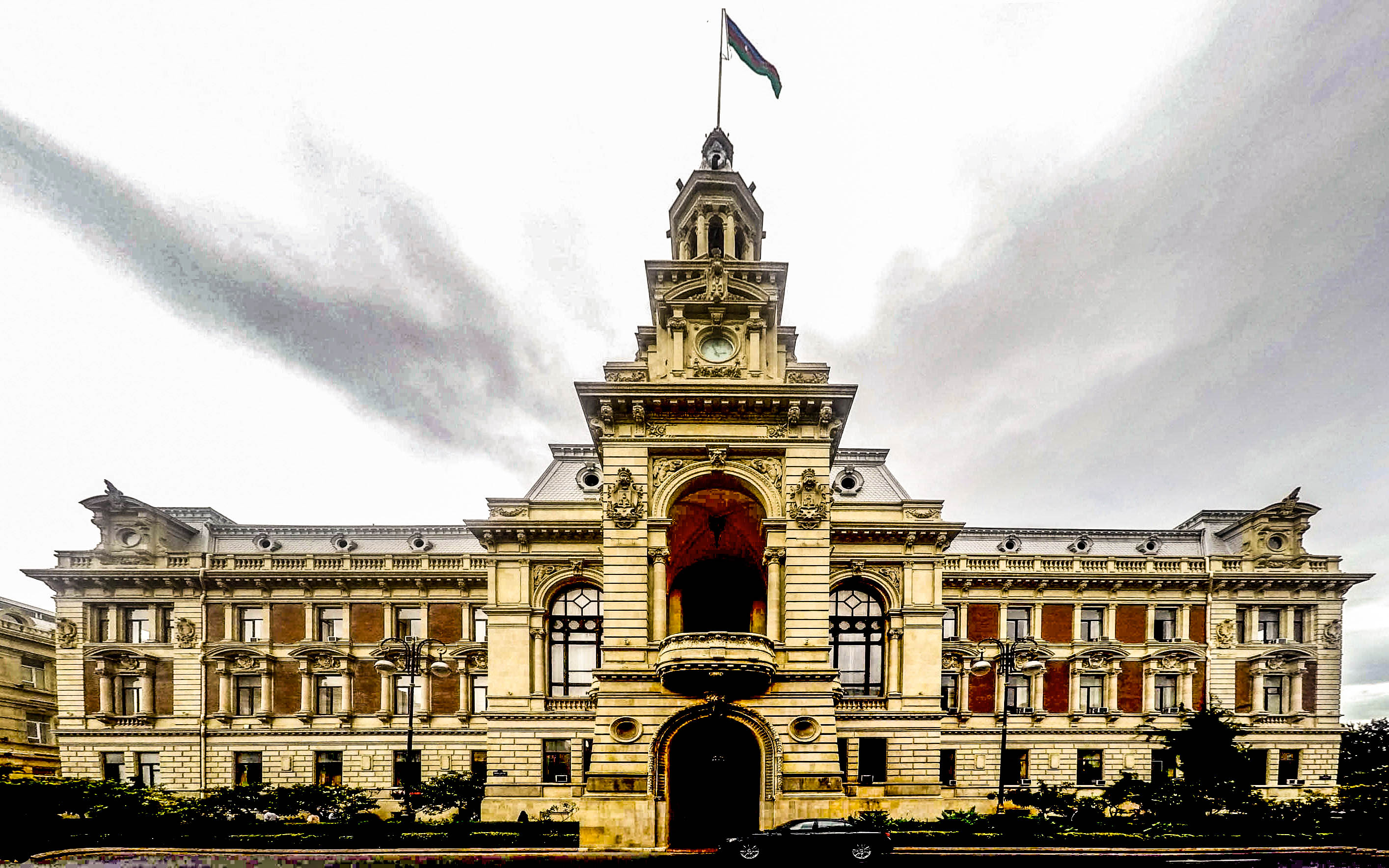
Municipio di Baku
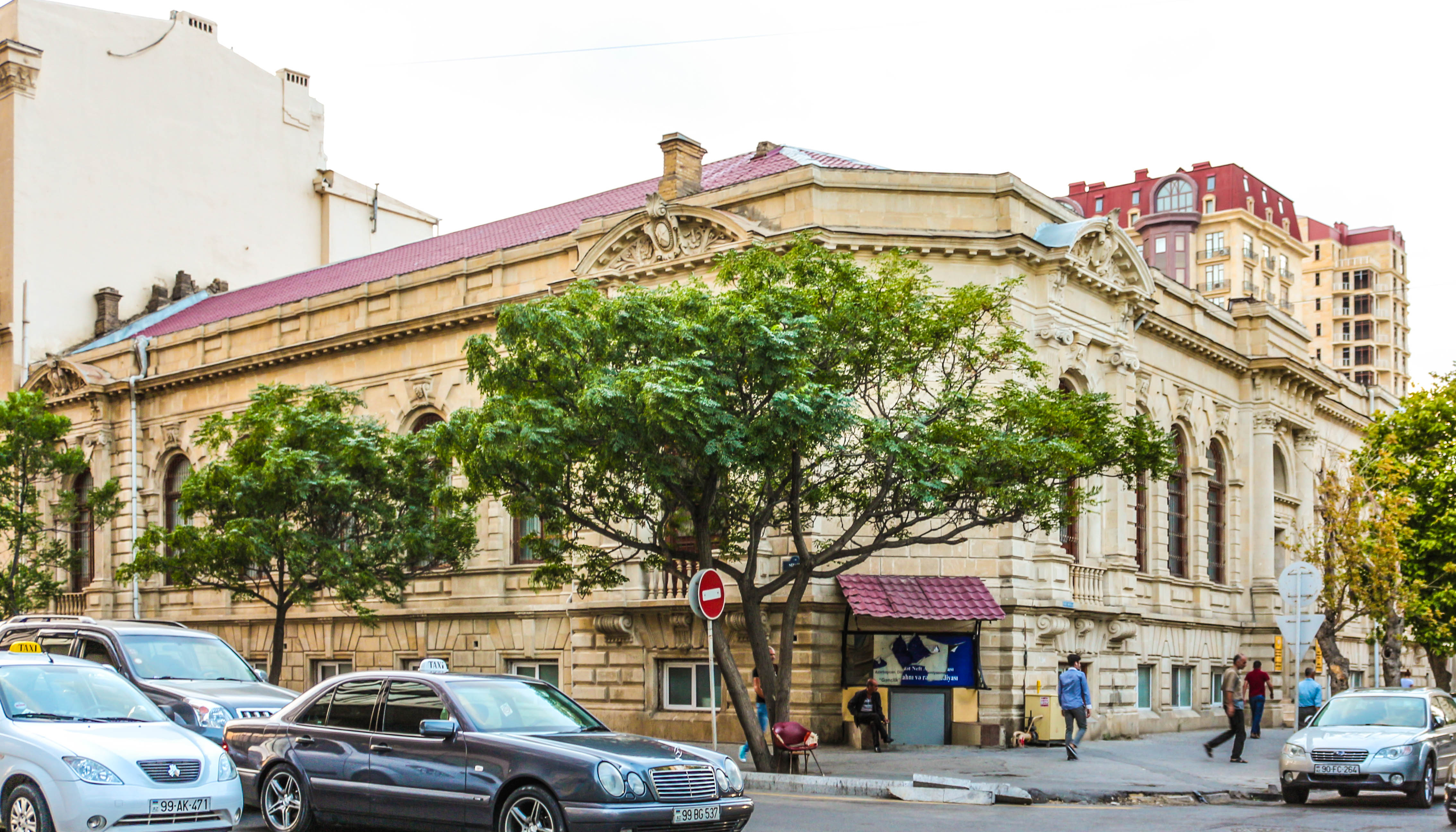
Palazzo dell'ex Dipartimento della Società tecnica russa di Baku
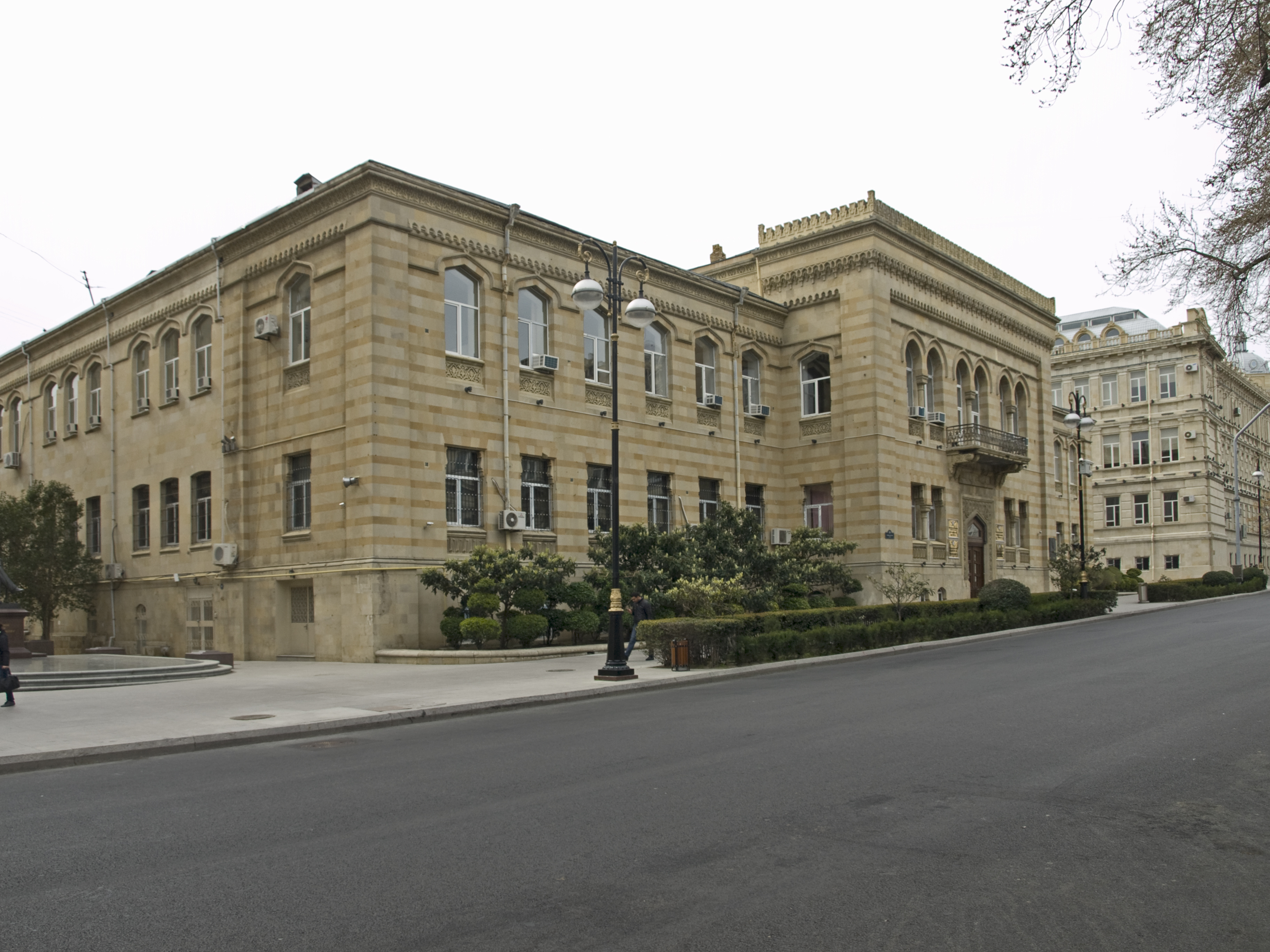
Istituto di manoscritti a Baku
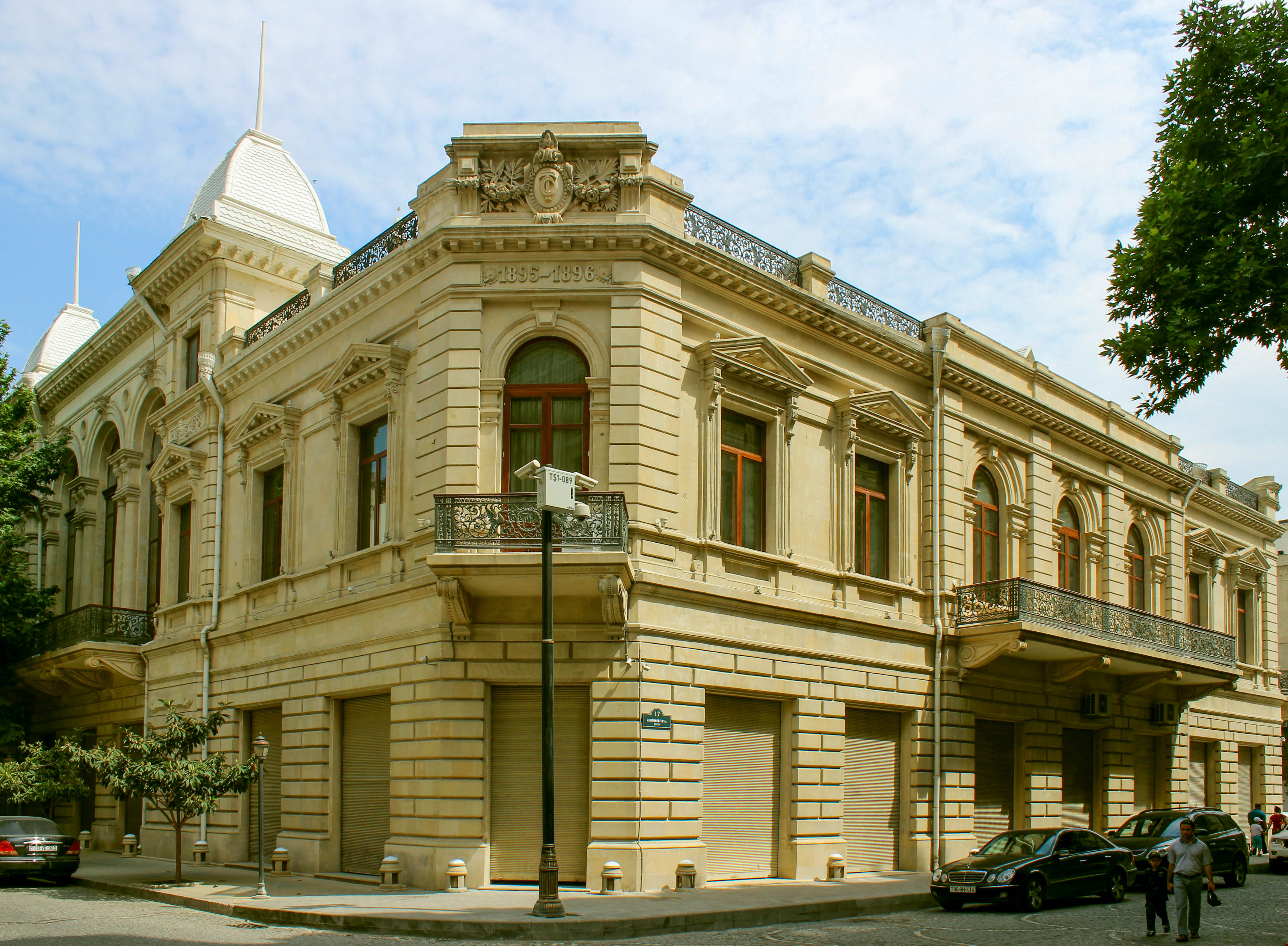
Museo Nazionale di storia dell'Azerbaigian
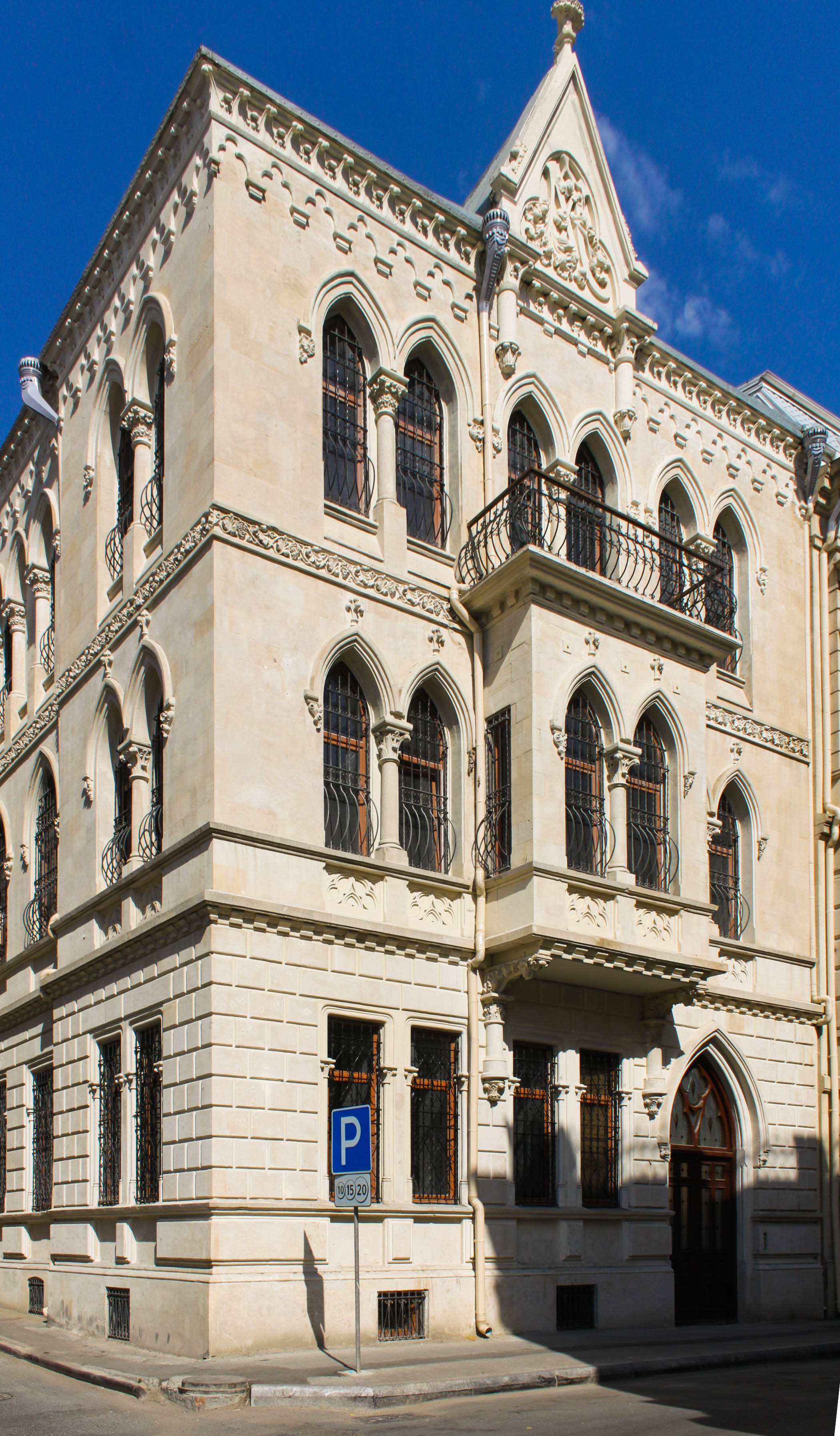
Residenza alla strada Islam Safarli 19
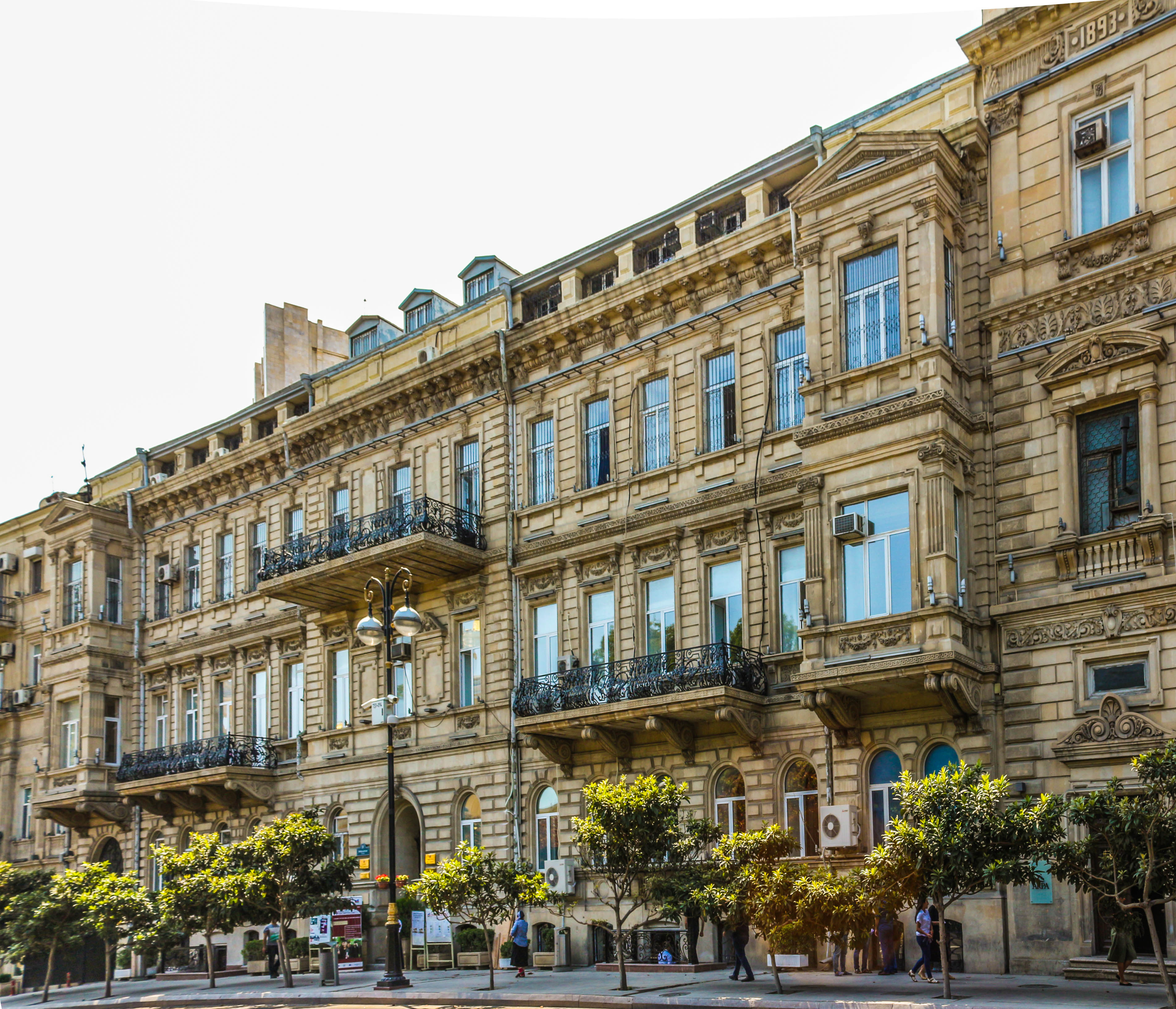
Residenza alla strada Istiglaliyyat 25
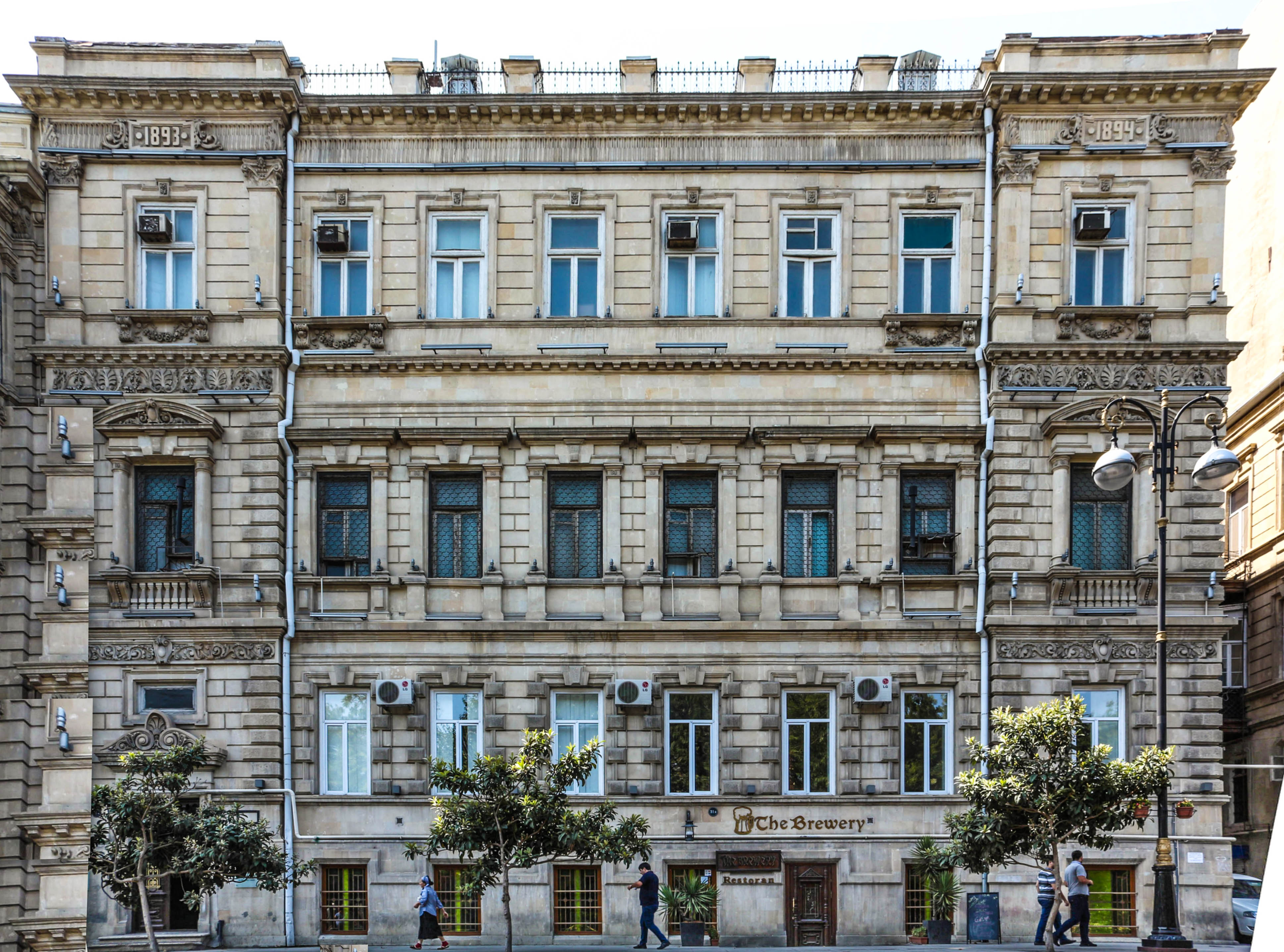
Residenza alla strada Istiglaliyyat 27